# Argentina (piroscafo)
L'Argentina fu un piroscafo passeggeri, costruito nel 1907 per l'Unione Austriaca di Navigazione di Trieste. Dopo diversi passaggi di proprietà, nel 1936 entrò a far parte della flotta della Tirrenia di Navigazione; sopravvissuto anche al secondo conflitto mondiale, rimase in servizio per la compagnia statale fino al 1960.

## Caratteristiche
Lungo 124,2 metri e largo 14,6, l'Argentina aveva uno scafo in acciaio chiodato, diviso da sette paratie stagne e sei ponti, tre dei quali erano continui da poppa a prua. Era spinto da due macchine alternative a vapore a triplice espansione Dunsmuir & Jackson Ltd, con una potenza complessiva di 3 500 cavalli. Poteva trasportare 88 passeggeri in prima classe, 94 in seconda e 182 in terza classe. 
Le sistemazioni per i passeggeri furono ristrutturate più volte; nell'ultimo periodo di servizio per Tirrenia, la nave poteva trasportare un massimo di 771 passeggeri, i quali avevano a disposizione 34 cabine di prima classe (per un totale di 68 letti), 28 cabine di seconda classe (per un totale di 83 posti) e 20 cabine di terza classe (separate tra donne e uomini, per un totale di 220 posti). Nei corridoi delle stive tre e quattro potevano poi essere allestiti dei dormitori di terza classe, con un'aggiunta di ulteriori 90 posti letto, ed erano presenti a bordo anche una cella con 8 letti per eventuali detenuti e una cabina da due posti per i carabinieri della scorta. Le sale comuni per i passeggeri comprendevano tre sale da pranzo (una per classe) e due bar (per prima e seconda classe). La nave disponeva infine di quattro stive per il carico, con una capacità complessiva di 3 130 metri cubi.
L'intervento di ristrutturazione più cospicuo nella lunga storia del piroscafo fu eseguito nel 1938, quando il sistema di alimentazione a carbone delle caldaie fu sostituito con uno più moderno a nafta; nella stessa occasione, fu sostituito il fumaiolo e furono riallestiti gli spazi dedicati ai passeggeri.

## Servizio
L'Argentina fu varato il 26 agosto 1907 presso i cantieri Russell & Co. di Port Glasgow. Il 31 ottobre dello stesso anno fu consegnato all'Unione Austriaca di Navigazione, che lo impiegò nei collegamenti tra Trieste e Buenos Aires e, più tardi, sulla linea Trieste - Patrasso - Palermo - New York. Messo in disarmo nel 1914 per via dello scoppio della prima guerra mondiale, nel 1918 fu requisito e trasformato in nave ospedale. Al termine del conflitto, l'Argentina passò alla Cosulich, assumendo bandiera italiana e riprendendo i collegamenti verso Buenos Aires. Dal 19 gennaio al 10 novembre 1925 la nave fu noleggiata alle Ferrovie dello Stato.
Il 16 gennaio 1926 il piroscafo fu acquistato dalla Florio Società Italiana di Navigazione e nel 1932 confluì, insieme al resto della flotta, nella nuova società Tirrenia - Flotte Riunite Florio-Citra. Nell'aprile del 1935 l'Argentina fu utilizzato per aprire un nuovo collegamento tra Napoli e Massaua, dopo essere stato sottoposto a interventi di ristrutturazione che compresero la sostituzione della macchina del timone e l'installazione di una piscina. Nel gennaio 1937, in seguito alla riorganizzazione dei servizi marittimi sovvenzionati, passò nuovamente di mano, questa volta alla Tirrenia di Navigazione. Nell'ottobre del 1938 la nave fu sottoposta presso i Bacini di Napoli a dei nuovi importanti lavori di ristrutturazione, descritti in dettaglio nella sezione precedente, che comportarono un esborso di 7 200 000 Lire e durarono fino al marzo successivo. Riconsegnato alla Tirrenia, il piroscafo fu destinato al ruolo di riserva.
Il 16 ottobre 1940 l'Argentina fu requisito dal Ministero della Marina, venendo in seguito utilizzato principalmente per il trasporto di truppe verso l'Albania e la Grecia. Il 9 settembre 1943, all'indomani dell'armistizio, la nave fu catturata dai tedeschi e data in gestione alla Mittelmeer Reederei, ma il 13 ottobre fu nuovamente catturato dai cacciatorpediniere britannici HMS Tyrian e HMS Tumult. Requisito dagli Alleati, fu utilizzato come trasporto truppe anche al termine della guerra, venendo restituito alla Tirrenia nel giugno 1947. Fu quindi dato in noleggio all'Adriatica, che lo impiegò sulla linea Genova - Alessandria d'Egitto - Haifa - Beirut. Restituito alla Tirrenia nel marzo 1949, fu poi impiegato prevalentemente nei collegamenti per la Libia, su una rotta con scali a Napoli, Catania, Siracusa, Malta e Tripoli. Vi rimase fino al 1958, quando fu sostituito dalla motonave Città di Alessandria e posto in disarmo. Nel 1959 l'Argentina tornò brevemente in servizio, per sostituire le navi della classe Regione ferme per l'installazione dell'impianto anti-rollio. Posto definitivamente in disarmo il 29 febbraio 1960, nel giugno dello stesso anno fu venduto per la demolizione, che fu completata a Genova nel marzo 1961.